# Isola dei Sorci (Arbe)
L'isola dei Sorci, Sorci, Misgnak o Misgnach (in croato Mišnjak) è un isolotto disabitato della Croazia, che fa parte dell'arcipelago delle isole Quarnerine ed è situato a sud dell'isola di Arbe e poco a est della costa dalmata.
Amministrativamente appartiene alla città di Arbe, nella regione litoraneo-montana.

## Geografia
Nel punto più ravvicinato, Sorci dista 2,25 km dalla terraferma. Situato all'imboccatura della baia omonima (valle dei Sorci, uvala Mišnjak), dista 100 m dall'isola di Arbe ed è collegato ad essa grazie ad un basso frangiflutti di pietre che protegge il porto Pudarizza (Pudarica) o porto Misgnach.
Sorci è un isolotto dalla forma irregolare che misura 310 m e 140 m di larghezza massima; possiede una superficie di 0,03 km² e ha uno sviluppo costiero pari a 0,8 km. Nella parte centrale, raggiunge la sua elevazione massima di 7 m s.l.m. Un faro si trova all'estremità settentrionale.